# Neptunea lyrata

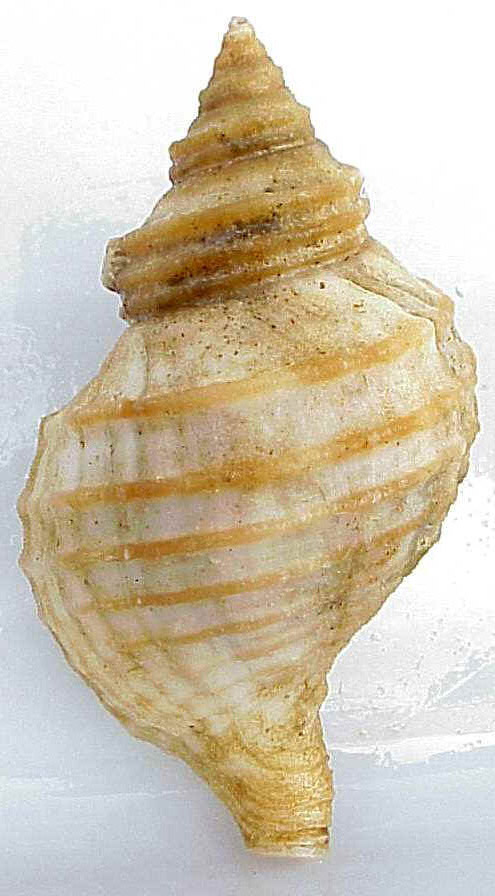
Abapertural view of the vỏ ốc Neptunea lyrata.

Neptunea lyrata, tên tiếng Anh: ribbed neptune', inflated whelk hoặc lyre neptune, là một loài ốc biển, a fossil marine động vật chân bụng động vật thân mềm trong họ Buccinidae.
The Wrinkled Whelk was declared the state seashell của Massachusetts năm 1987.

## Phân loài
- Neptunea lyrata altispira
- Neptunea lyrata lyrata Gmelin, 1791 - Lyre Whelk
- Neptunea lyrata decemcostata (Say, 1826)[1] - Wrinkled Whelk - synonyms[2]: Chrysodomus decemcostata (Say, 1826); Tritonium decemcostata (Say, 1826); Fusus decemcostatus Say, 1826; Neptunea turnerae Clarke, 1956
- Neptunea lyrata turnerae Clarke, 1956

## Phân bố
Neptunea lyrata occurs miền tây Đại Tây Dương.